# Antonio Roca Cabanellas
Antonio Roca Cabanellas (Palma de Mallorca, 17 de febrero de 1909 - Madrid, 9 de septiembre de 1986) fue un arquitecto español, hijo del también arquitecto Francisco Roca Simó y hermano del arzobispo Miguel Roca Cabanellas.

## Biografía
Al poco de nacer su familia se traslada a Argentina, donde reside hasta 1915 que regresaron a Mallorca. En 1924 la familia se traslada a Madrid y allí cursaría estudios superiores en la Escuela Superior de Arquitectura de Madrid, donde se titula en 1935. La Guerra Civil le sorprende en Madrid y permanece en la capital durante todo el conflicto, ejerciendo como jefe de la Brigada de Socorro de Bombardeo del Distrito Centro.
Al terminar la guerra pronto se convierte en un destacado cargo dentro del régimen franquista en materia de vivienda. Así, en 1939 regresa a Mallorca como delegado provincial del Instituto Nacional de la Vivienda y asume el cargo de arquitecto de la Obra Sindical del Hogar en las Islas Baleares, cargos que mantuvo durante casi veinte años. Entre otros, fue responsable de la planificación y diseño de parte de los grupos de viviendas protegidas impulsadas por el régimen durante los años 40 y 50 en las Islas. Estas intervenciones se caracterizan por su funcionalidad, sencillez y sobriedad decorativa, a menudo carentes de comodidades y servicios elementales, sin mostrar un estilo personal. Desde 1943 también se hizo cargo de las construcciones escolares públicas, a raíz de la muerte de su responsable Guillem Forteza.
Aparte llevó a cabo otros encargos oficiales y firmó numerosos proyectos para particulares, muchos de ellos ya desaparecidos. En sus obras bascula entre el regionalismo y el racionalismo, añadiendo en los últimos años un eclecticismo de carácter triunfalista propio de los primeros años del franquismo. En 1957 fue nombrado arquitecto de la Obra Sindical del Hogar en Madrid, donde trabajaría hasta su jubilación en 1977. Allí residiría hasta su muerte, en 1986.
También destaca por haber diseñado, junto con su padre Francisco Roca Simó y el escultor José Ortells, el Monumento a las víctimas del crucero Baleares.

## Obra

### Grupos residenciales
- Grupo Molinar de Levante (calle Joan Maragall) (Palma, 1941)
- Grupo Generalísimo Franco (Alaró, 1947)
- Grupo José Antonio, conocido como Cases Barato (Inca, 1947)
- Grupo Generalísimo Franco, conocido como Corea (Palma, 1955)
- Grupo Santa Margarita (Ibiza, 1955) (desaparecido)
- Grupo Virgen de Lluc (Palma, 1957)
- Grupo Virgen del Carmen (Mahón)

### Otros encargos oficiales
- Delegación de Sindicatos (Palma, 1947)
- Colegio de La Salle (actualmente juzgados de las Avenidas) (Palma, 1950-54)
- Reforma de Can Berga (Palma, 1951-56)

### Monumentos
- Monumento a las víctimas del crucero Baleares (Palma, 1939-47)